# استلیو ساوانت
استلیو ساوانت (به انگلیسی: Stelio Savante) (زاده ۲۴ آوریل ۱۹۷۰) بازیگر، نویسنده، تهیه‌کننده اهل آفریقای جنوبی است.
از فیلم‌های معروف او می‌توان به بازی در فیلم دوست‌دختر خارق‌العاده سابق من اشاره کرد.